# Z Festival
O Z Festival é um evento musical destinado a uma nova geração – a chamada Geração Z, ou seja, jovens que nasceram e cresceram sob o advento da internet e do "boom" tecnológico. Videogames, computadores, smartphones, iPads, iPods, iPhones e tudo o que permita interação tecnológica faz parte do dia a dia dessa geração.
A primeira edição do festival ocorreu em 2011 com duas apresentações no Estádio do Morumbi, em São Paulo nos dia 8 e 9 de outubro e teve em seu line up - Justin Bieber, Cobra Starship, The Wanted e Banda Cine.
A segunda edição do festival ocorreu em 2012 com uma apresentação na Arena Anhembi, em São Paulo no dia 29 de setembro e com a "line up" completa -Big Time Rush, The Wanted, Demi Lovato, McFly, Yellowcard, Hot Chelle Rae, Rock Bones e DJ Torrada. E também aconteceu apresentações  no Rio de Janeiro, tendo o "line up" dividida em duas apresentações, ambas no HSBC Arena, a primeira apresentação ocorre no dia 28 de setembro com a "line up" -The Wanted, McFly,  Yellowcard e Hot Chelle Rae. A segunda apresentação do Rio de Janeiro ocorreu no dia 30 de setembro e a "line up" com - Big Time Rush, Demi Lovato e Rock Bones.
A terceira edição festival ocorreu em 2013 com uma apresentação no Espaço das Américas em São Paulo no dia 31 de agosto e com a "line up" completa - Emblem3, Boyce Avenue, Girls, Banda F.U.S.C.A., Micael Borges e uma participação especial de P9
A quarta edição do festival ocorreu nos dias 10 de outubro em Brasília e 12 de outubro no Espaço das Américas em São Paulo, com a "line up" - Austin Mahone, Fifth Harmony, Midnight Red, Banda FLY, e MC Gui.
A quinta edição do evento foi anunciada em 04 de Agosto de 2016 pela produtora LivePass e se realizará em 10 de Dezembro do mesmo ano, no Allianz Parque. O festival contaria com Selena Gomez, com sua Revival Tour, como a principal atração, porém por motivos de saúde, foi anunciado que ela não poderia comparecer e teve a cantora Demi Lovato como sua substituta, sendo a nova atração principal do evento. Haverá participação também da cantora Anitta, do rapper Projota, de Tiago Iorc, da atriz e cantora Manu Gavassi e da banda norte-americana Cheat Codes.
Z Festival chegou à sexta edição trazendo a nova turnê mundial de Camila Cabello ao Brasil. O evento acontece em outubro em quatro cidades – São Paulo, Porto Alegre, Curitiba e Uberlândia – e terá em seus line-ups nomes como Anavitória, Iza, Rouge, 1Kilo, Vitor Kley, Zeeba, Cat Dealers, MC WM, Make U Sweat, Kvsh, Big Up, as DJs Thascya, Sabrina Bastos, Barbara Labres e Sr. Banana.

## História

### Origem do termo Geração Z
O Z vem de Zeitgeist, termo alemão que significa "espírito da época", estar livre de condicionamentos comportamentais e, culturalmente, estar sempre à frente. Seu nome surgiu de documentos produzidos pelo diretor de cinema Peter Joseph, que realizou os filmes “Zeitgest O Filme” (2007) e “Zeitgest Addendum” (2008). Pregando uma real mudança para a sociedade, nos últimos anos os conceitos ganharam força global com o advento do Projeto Vênus e a criação do dia Z (15 de março). Nos últimos anos, o Z DAY teve mais de 400 eventos em 70 países diferentes.

## Atrações do Z Festival 2011

### Banda Cine

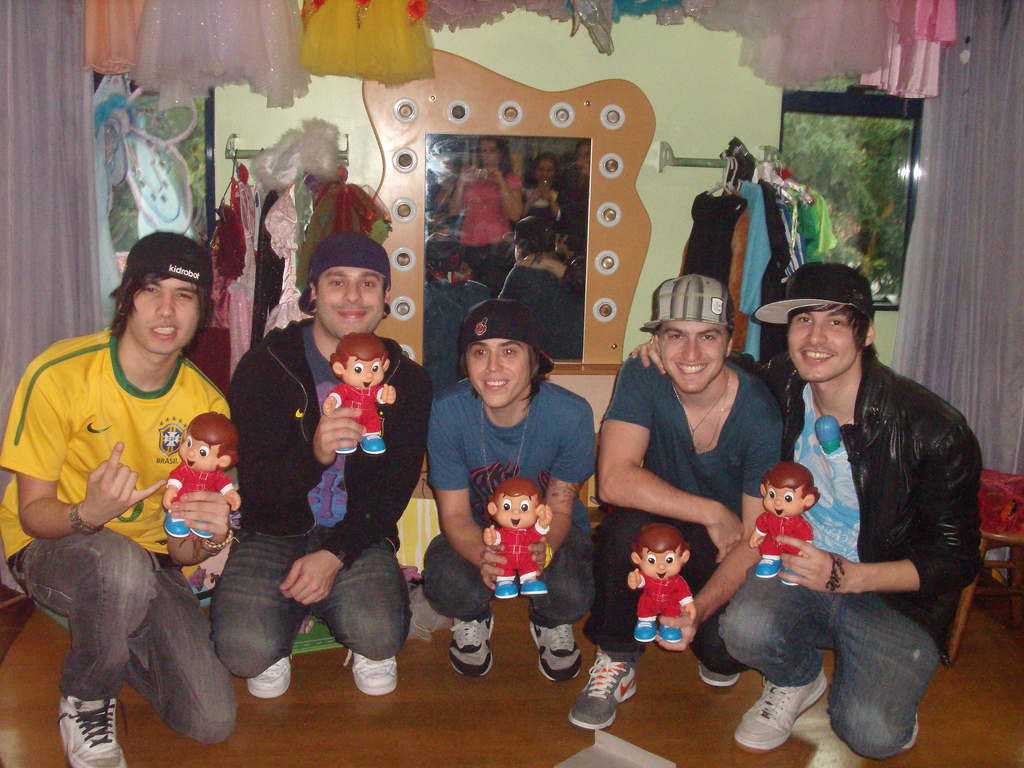
Banda Cine (2010) - 2

DH (vocal), Dan (guitarra e programações), Dave (bateria), Bruno (baixo) e Dash (teclado e programações) formam a Banda Cine, que mergulha nas mais diferentes influências nacionais e internacionais do cenário musical para produzir um som próprio e cheio de autenticidade. Em 2010, lançaram seu primeiro DVD, “As Cores – Ao Vivo”, que também conta com as versões em áudio de suas 18 faixas lançadas em CD. A gravação, feita em abril de 2010 em São Paulo, mostra o quinteto “em ação” no palco, em contato direto com seu público, revelando momentos de suas apresentações ao vivo. Já lançaram dois álbuns e o terceiro está previsto para ser lançado ainda no segundo semestre deste ano. O lançamento oficial do primeiro single do novo CD aconteceu no dia 19 de julho de 2011 e já está entre as músicas mais pedidas nas principais rádios do país. A canção “Em Choque” alcançou o topo dos Trending Topics Brasil e ficou entre as expressões mais citadas no Twitter mundial durante todo o dia. A turnê Boombox Arcade Tour começou no segundo semestre e será levada às principais cidades do país. Desde sua estreia em 2007, a Banda Cine vem colecionando recorde: no MySpace oficial teve mais de 5 milhões de execuções em 2010; o clipe “Garota Radical” teve mais de 100 mil visualizações no Youtube em 2 semanas no ar e agora já ultrapassa a marca dos 7 milhões; tocaram para 45 mil pessoas durante abertura do Jonas Brothers, no Morumbi. Em 2009 ganharam o Prêmio Multishow nas categorias Banda Revelação e Melhor Grupo, o VMB e o Capricho Awards também como Banda Revelação. Este anos concorrem em quatro categoria do Prêmio Multishow.
- Durante o Show da Banda cine a cantora Manu Gavassi também participou da apresentação.

### The Wanted
The Wanted é uma das novas sensações musicais britânica. Formando por cinvo jovens rapazes - McGuinness Jay, George Max, Nathan Sykes , Kaneswaran Siva e Tom Parker, eles já rivalizam nas paradas com alguns dos maiores fenômenos teens surgidos nos últimos anos.  A banda foi montada em audições realizadas no outono de 2009 e, menos de um ano depois, já ocupavam o topo das paradas britânicas com seu primeiro single, “All Time Low”.
O primeiro álbum, que leva apenas o nome da banda, mistura um pouco de rock, dance, indie, R&B e música pop – uma mistura que é resultado das influências dos rapazes – que vão de Elvis Presley a Oasis e Stereophonics. Produzido por Guy Chambers (Robbie Williams, Kylie Minogue), o disco tem ainda em seus créditos os nomes de Taio Cruz, Cathy Dennis, Wayne Hector e Steve Mac. Depois de “All Time Low”, mais três singles da banda já foram lançados - “Heart Vacancy”, “Lose My Mind”, “Gold Forever” – todos eles ocupando o Top 5 das paradas britânicas. O mais recente single do grupo é a dançante “Glad You Came”. Hoje a banda tem quase um milhão de seguidores no Facebook e realiza a sua primeira turnê internacional.

### Cobra Starship

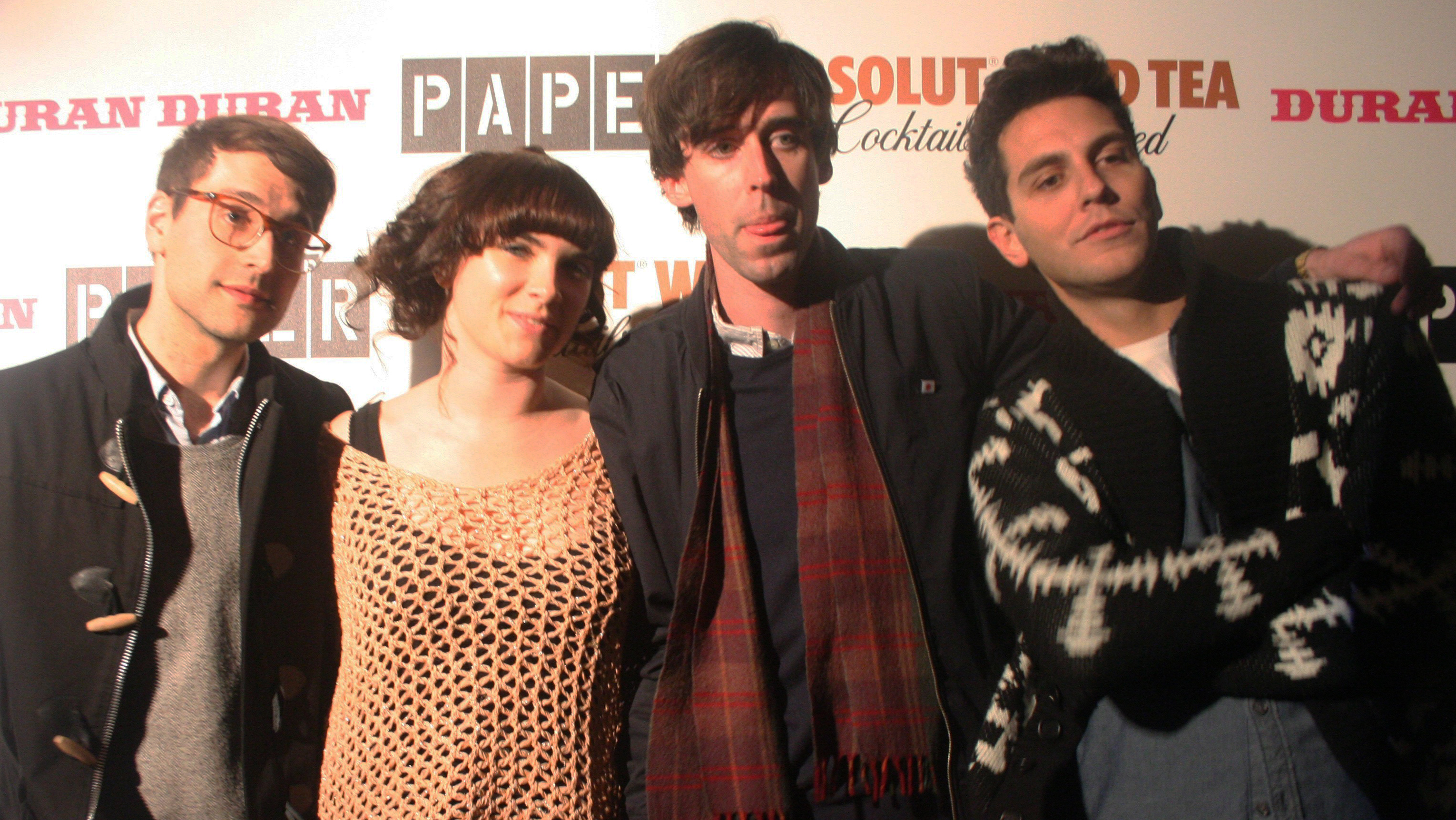
CobraStarshipMar2011

O Cobra Starship é uma banda de punk-rock e synthpop criada pelo vocalista e baixista da extinta banda "Midtown", Gabe Saporta, em 2005. São autores de sucessos como "Snakes on a Plane (Bring It)", "The City Is at War", "Guilty Pleasure" e "Good Girls Go Bad". É formado pelo vocalista Gabe Saporta, Victória Asher (teclado), Ryland Blackinton (guitarra), Alex Suarez (baixo) e Nate Novarro (bateria). O primeiro álbum da banda, “While the City Sleeps, We Rule the Streets”, foi lançado em outubro de 2006. O segundo álbum ¡Viva La Cobra!, chegou às lojas em 2007. Após o lançamento, o álbum espalhou-se fortemente na internet em todo o mundo e a banda entrou em turnê pelos EUA. No verão de 2008, após o sucesso de Katy Perry, “I Kissed a Girl”, o Cobra Starship fez sua própria versão-paródia, "I Kissed a Boy". Nesse mesmo ano fez parte da "Warped Tour 08'" um evendo anual que reune algumas bandas em destaque, para tocarem juntas pela principais cidades americanas como Nova York, Chicago, Seatlle e Los Angeles. “Hot Mess”, o terceiro álbum foi lançado em 2009, com participações de Pete Wentz, B.o.B e da cantora e atriz Leighton Meester (Gossip Girl), que canta "Good Girls Go Bad". Foi o primeiro álbum do grupo a ser lançado fora dos Estados Unidos, em países como Australia, Brasil, Reino Unido e Canadá, dando origem às primeiras turnês internacionais da banda.

### Justin Bieber

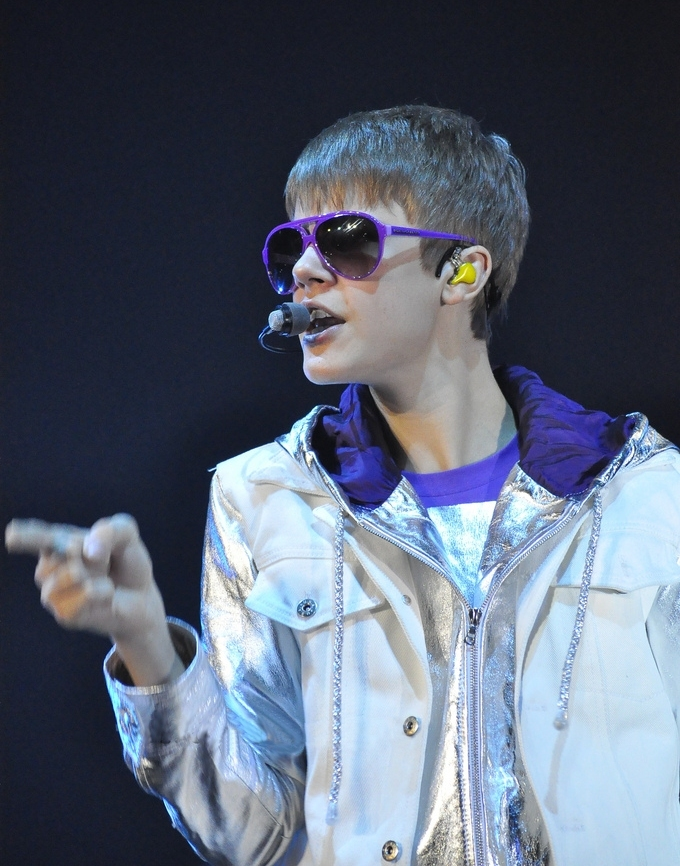
Justin Bieber, April 2011

O cantor canadense Justin Bieber sempre foi um talento musical. Aos dois anos já batucava pela casa, aos três começou a aprender a tocar bateria, aos seis, já dominava o violão. Aos 12 anos, sem nenhum conhecimento teórico ou aula de canto, entrou em um concurso local chamado Stratford Idol, uma versão canadense do American Idol. As outras pessoas na competição tinham treinadores vocais. Justin apenas cantava em casa. Tinha somente 12 anos e ficou em segundo lugar.
Para compartilhar essa vitória com amigos e parentes, Justin começou a postar na Internet as cenas de suas performances. “Eu coloquei meus videos da competição no YouTube para que meus amigos e familiares pudessem vê-los”, diz ele. “Mas descobrimos que outras pessoas gostavam deles e começavam a acessar meu canal. Foi assim que um empresário me encontrou.” Os vídeos eram versões para músicas de artistas como Usher, Ne-Yo e Stevie Wonder, e em pouco tempo a página de Bieber já tinha mais de 10.000.000 de Page-views.
Sete meses depois de iniciar a postagem dos videos, Scooter Braun, ex-executivo de marketing do selo So So Def, levou o cantor, à época com 13 anos, para Atlanta, para mostrá-lo a seu sócio na Raymond Braun Media Group, Usher. Braun sabia que o talento musical de Bieber, um músico auto-didata que tocava bateria, guitarra, piano e trompete, seria suficiente para impressionar a todos.
Em outubro de 2008, Justin Bieber assinou oficialmente com a Island Records. Seu álbum de estréia, “My World”, tinha produção de estrelas como The Dream e Tricky Stewart, que produziram os hits “Umbrella” de Rihanna e “Single Ladies (Put A Ring On It)”, de Beyonce, e os vocais de Usher, que aparece no video de “One Time”. "One Time" alcançou a décima segunda posição na Canadian Hot 100 durante sua primeira semana, e a vigésima na Billboard Hot 100. Os três singles seguintes foram lançados exclusivamente no iTunes, e ficaram posicionados no top 15 do Canadá e no top 40 dos Estados Unidos.
Em 2009 Bieber fez uma performance para o Presidente Obama, na Casa Branca, e se apresentou ainda no 52º Grammy com Kesha. Abriu os shows de Taylor Swift no Reino Unido e fez sua primeira turnê, pelo Canadá. Em 2010 lançou seu primeiro álbum de estúdio, “My World 2.0”. Ocupando o topo da parada Top 200 da Billboard, Bieber se tornou o cantor solo mais jovem do sexo masculino a chegar a esta posição desde Stevie Wonder, em 1963. Em junho de 2010, Justin partiu para a turnê My World Tour para promover seus dois discos. Neste mesmo mês, seu videoclipe de “Baby” superou o de Lady Gaga, "Bad Romance", e se tornou o mais visto em toda a história do You Tube. Em setembro de 2010, foi relatado que Justin representava três por cento de todos os usuários do Twitter. Em outubro lançou mais um álbum, chamado “My World Acustics”.
O Justin Bieber foi indicado e premiado em várias homenagens ao longo dos últimos anos, ganhando Artista do Ano no American Music Awards 2010, sendo indicado para Melhor Artista Novo e Melhor Álbum Pop Vocal no Grammy Awards 2011, entre outros.

### Cronograma
| Horário | Atração              |
| ------- | -------------------- |
| 14:00   | Abertura dos portões |
| 16:00   | Banda Cine           |
| 17:10   | The Wanted           |
| 18:30   | Cobra Starship       |
| 20:30   | Justin Bieber        |

## Atrações do Z Festival 2012

### Rock Bones
Qualquer adolescente ligado na programação dos canais Disney com certeza já ouviu falar do Rock Bones. A banda é a estrela principal do seriado “Peter Punk”, primeira produção latina do canal, que gira em torno de um adolescente apaixonado por rock - Peter (Juan Ciancio, baixo e vocal), que cria uma banda de garagem ao lado de seus melhores amigos Seba (Guido Pennelli, bateria) e Mateo (Gastón Vietto, guitarra) e que tem que enfrentar o desgosto da família, obcecada pela música punk.
O sucesso foi imediato em toda a América Latina, incluindo o Brasil: Primeiro foi o clipe da canção “Superrealidad”, que estourou em 2010. Mais algumas apresentações ao vivo e logo depois todo mundo estava se perguntando o que era "Rock Bones". A resposta veio no segundo semestre de 2010 quando a Disney lançou “Peter Punk”, primeiro seriado latino produzido originalmente pela Disney XD, transformando o Rock Bones em uma nova mania do universo musical teen.

### Hot Chelle Rae
O Hot Chelle Rae é uma banda de pop rock formada em Nashville, Tennessee, nos Estados Unidos, em 2005. A banda é constituída por Ryan Keith Follese (guitarra e vocal), Nash Overstreet (guitarra e vocal), Ian Keaggy (baixo, vocais) e Jamie Follese (bateria). Seu álbum de estréia foi o “Lovesick Electric” tendo como primeiro single a música “I Like To Dance”. O segundo single da banda foi “Bleed”.
O 2º álbum, “Whatever”, foi lançado em novembro de 2011, e teve como primeiro single “Tonight Tonight” que ganhou disco de platina nos EUA. O 2º single foi “I Like It Like That”, com a participação de New Boyz. O guitarrista e vocalista da banda, Nash, é irmão mais velho de Chord Overstreet, que ficou famoso em todo o mundo ao ganhar o papel de "Sam" no multi premiado seriado “Glee”. A banda esteve na Australia para abrir os shows da turnê de Taylor Swift. Junto com Demil Lovato gravaram a música “Why Don't You Love Me”. A cantora gostou tanto da experiência ao lado da banda que os convidou para participar dos shows de sua turnê em 2012.

### Yellowcard
O Yellowcard é uma banda de pop punk/rock alternativo dos Estados Unidos, formada em Jacksonville, Flórida, no ano de 1997, destacada principalmente pelo fato de ter um violinista como um de seus integrantes. A banda é formada por Ryan Key, Sean Mackin, Ryan Mendez, Sean O'Donnell e Longineu Parsons III. Em 1997, lançaram seu primeiro álbum, “Midget Tossing”, que ajudou o grupo a aumentar sua base de fãs na região, e algum tempo depois, em 1999, foi lançado o album “Where We Stand”, que recentemente foi relançado pela Takeover Records. Também é o álbum que marcou a entrada oficial do violinista Sean na banda, pois apesar de ele ter tocado em duas canções do primeiro CD, era apenas um músico convidado.
O grupo lançou em 2000 o “Still Standing EP”, que lhes garantiu a assinatura de contrato com a Lobster Records. Dois anos depois, em 2002, lançaram “One for the Kids”, seu primeiro álbum em uma gravadora de médio porte, que garantiu a primeira turnê americana da banda.  Pouco depois assinariam com a Capitol Records, por quem logo lançariam “Ocean Avenue”, que vendeu milhões de copias em todo o mundo, e levou a banda a receber um prêmio da MTV. Seu mais recente álbum, o sétimo em sua carreira, “When You're Through Thinking, Say Yes”, foi lançado em 2011.

### McFly
O McFly é uma banda britânica de pop rock que alcançou a fama em 2004. Formada em Londres, tem como membros Tom Fletcher, Danny Jones, Dougie Poynter e Harry Judd. A banda tinha contrato assinado com a gravadora Island Records desde o seu lançamento, em 2004, até dezembro de 2007, antes de criar sua própria gravadora, a Super Records. O álbum de estreia do McFly, “Room on the 3rd Floor”, estreou em primeiro lugar no UK Albums Chart e recebeu o disco de platina duplo; depois disso, eles tornaram-se a banda mais jovem a ter um álbum de estreia em primeiro lugar no Reino Unido - um título que anteriormente pertencia aos Beatles. Um mês após o álbum ter sido lançado, a banda fez sua primeira turnê pelo Reino Unido. O segundo álbum da banda, “Wonderland”, também alcançou o primeiro lugar no Reino Unido e foi lançado em 2005.
Seu terceiro álbum,” Motion in the Ocean”, foi lançado em 6 de novembro de 2006 e ficou na sexta posição no Reino Unido. McFly lançou uma coletânea musical “All the Greatest Hits” em novembro de 2007, que ficou na quarta posição no Reino Unido. O quarto álbum de estúdio da banda “Radio: Active” foi distribuído gratuitamente como um complemento do jornal The Mail on Sunday em julho de 2008. Em novembro de 2010, a banda lançou seu quinto álbum de estúdio, “Above the Noise”, que marca uma mudança de estilo musical. Até em março de 2011, McFly emplacou dezoito singles no TOP 20, dos quais sete atingiram a primeira posição no UK Albums Chart.
A banda também participou da comédia “Just My Luck”, estrelada por Lindsay Lohan e Chris Pine, em 2006, representando a si mesma e lançando um álbum homônimo do filme, que também foi utilizado como sua trilha sonora. Eles também participaram de vários projetos de caridade, como Comic Relief, Children In Need, Live 8 e Sport Relief. Ganharam prêmios como o Nickelodeon, o Brit Music Awards e o UK Music Video Awards.

### Demi Lovato
Atriz, cantora, empresária e compositora, Demi Lovato nasceu e viveu a sua infância no Texas. Filha de pais divorciados, como atriz, sua carreira teve início em 2002, quando, aos nove anos de idade, ingressou no elenco da série de televisão infantil Barney e seus amigos, onde conheceu a cantora Selena Gomez, tornou-se internacionalmente conhecida apenas a partir de 2008, quando atuou como a protagonista Mitchie Torres no filme original do Disney Channel Camp Rock. Em 2009, participou de um seriado de televisão chamado “Sunny entre Estrelas”. Interessou-se pela música ainda na infância. Sua mãe fazia parte de bandas country, sendo, uma influência forte em sua vida musical, embora seu estilo seja o pop. Em sua carreira musical, atua como artista solo. Em 2008 realizou a sua primeira turnê intitulada “Demi Live! Warm Up” e lançou seu primeiro single, "Get Back". Lançou seu álbum de estreia, Don't Forget, em 23 de setembro de 2008. O disco debutou na segunda posição da parada Billboard 200, com a venda cerca de 89 mil cópias em sua primeira semana de distribuição, e mais tarde ganhou o certificado de ouro da RIAA, por ter vendido mais de 500 mil cópias nos Estados Unidos. Em 2008 e 2009, já estava em turnê mundial com os Jonas Brothers. Here We Go Again, seu segundo álbum, foi lançado em 21 de julho de 2009 e alcançou o número um da Billboard 200, com 108 mil cópias vendidas na primeira semana. Em 2010, fez sua primeira turnê pela América do Sul. Seu terceiro álbum de estúdio, Unbroken, foi lançado em 20 de setembro de 2011, ficou na 4° posição da Billboard 200 e na 1°da Billboard Digital Albums. Ganhou vários prêmios, como o Teen Choice, o Peoples Choice,MTV Music Awards e Fanta Irresistible Awards. Em 2012, Demi teve o cargo de jurada na segunda temporada da versão norte-americana do reality show The X Factor, ao lado de Simon Cowell, L.A. Reid e Britney Spears.

### The Wanted
O The Wanted é uma das maiores sensações da música jovem mundial. Formada por Jay McGuinness, George Max, Nathan Sykes, Kaneswaran Siva e Tom Parker, eles rivalizam nas paradas com alguns dos maiores fenômenos teens surgidos nos últimos anos. A banda foi montada em audições realizadas no outono de 2009 e,  menos de um ano depois, já ocupava o topo das paradas britânicas com seu primeiro single, “All Time Low”.
O primeiro álbum, que leva apenas o nome da banda, mistura um pouco de rock, dance, indie, R&B e música pop – uma mistura que é resultado das influências dos rapazes – que vão de Elvis Presley a Oasis e Stereophonics. Produzido por  Guy Chambers (Robbie Williams, Kylie Minogue), o disco tem ainda em seus créditos os nomes de Taio Cruz, Cathy Dennis, Wayne Hector e Steve Mac. Depois de “All Time Low”, mais quatro singles da banda já foram lançados – “Heart Vacancy”, “Lose My Mind”, “Gold Forever” – todos eles ocupando o Top 5 das paradas britânicas. “Glad You Came", segundo single do segundo álbum, estreou na primeira posição do ITunes do Reino Unido, além de ter ficado duas semanas em primeiro lugar na UK Singles Charts e, posteriormente, permanecendo por dezesseis semanas entre as primeiras posições das paradas britânicas, tornando-se o maior hit da banda. A música se tornou tão famosa que foi lançada praticamente em todo o mundo, ficando em ótimas posições em todo o planeta. O terceiro single, "Lightning", alcançou o nº 2 no Reino Unido e o nº 5 na Irlanda.
Além de shows no Reino Unido, incluindo T4 on the Beach, V Festival e iTunes Festival, o grupo já foi convidado a se apresentar em shows e turnês ao lado de Justin Bieber e Britney Spears.

### Big Time Rush
O Big Time Rush é uma boy band formada em Los Angeles, Califórnia, pela Nickelodeon, que se tornou famosa pela série de televisão que leva o mesmo nome. É composta por quatro amigos: Kendall Schmidt, James Maslow, Carlos Pena Jr. e Logan Henderson. Em 2010, foram nomeados na categoria Favorite International Band no Australian Kids Choice Awards. O primeiro single, “Big Time Rush”, lançado em novembro de 2009, teve uma boa estreia no iTunes. Canções adicionais foram liberadas para venda ao longo da primeira temporada da série.
Em outubro, lançaram o primeiro álbum, que alcançou a primeira posição no iTunes e a terceira na Billboard 200. A série possui a maior audiência da história da Nickelodeon, atraindo 6,8 milhões de telespectadores. Atualmente a banda acabou de lançar seu segundo álbum “Elevate” – uma mistura de POP, dance, R&B e rock, que chegou ao primeiro lugar no iTunes, ultrapassando Adele e Rihanna. Recentemente gravaram seu primeiro filme, chamado "Big Time Movie", e estão em turnê pelo mundo com a nova musica Windows Down. they also have a total of 4 gold records throughout there 4 year music career both in the USA and Mexico as of 2012. as well as some high peaking singles around the world as well.

## Atrações do Z Festival 2013

### Emblem3
É uma banda norte-americana de pop rock formada em Sequim, Washington em 2007. Era formada por Drew Chadwick, Kyle Miner, Kenny Galbraith e pelos irmãos Wesley Stromberg e Keaton Stromberg. Mais tarde, eles se mudaram para Huntington Beach na Califórnia, para prosseguir a carreira. A banda participou da segunda edição da versão americana do reallity show musical The X Factor, mas como o programa aceitava apenas cantores, não instrumentistas, Kyle e Kenny saíram. Eles assinaram com a gravadora Syco Records de Simon e com a Columbia Records depois de terminar em quarto lugar na segunda temporada do programa.

### Boyce Avenue
É uma banda norte americana de rock formada em Sarasota, Flórida pelos irmãos Alejandro, Daniel e Fabian Manzano. O nome da banda surgiu de uma combinação de duas ruas em que os irmãos viviam quando eram crianças. A banda é famosa por lançar músicas originais e principalmente covers de canções clássicas e modernas no YouTube. Boyce Avenue também colaborou com vários outros artistas do Youtube, como Beatrice Miller, Fifth Harmony, Diamond White, Carly Rose Sonenclar, Hannah Trigwell, Kina Grannis, Tifanny Alvord, Megan Nicole, Alex Goot, Megan & Liz, David Choi, Tyler Ward, Savannah Outen, Jourdy Suparjo, Cobus Potgieter e DeStorm.

### Girls
Foi um girl group brasileiro de Música pop formado em 2013 através do programa Fábrica de Estrelas, transmitido pela rede de televisão por assinatura Multishow. O primeiro álbum do grupo, o homônimo Girls, foi lançado em 3 de setembro pela Sony Music, trazendo a participação de Negra Li, Micael Borges|Mika, Aggro Santos e Dogão|Suave, além de composições dos integrantes do NX Zero Gee Rocha e Di Ferrero. O primeiro single, "Monkey See Monkey Do" foi lançado em julho, sendo que em agosto é liberado o segundo lançamento do grupo, "Acenda a Luz", chegando a posição vinte e dois das músicas mais tocadas do Brasil. Já o terceiro single, "Ramón", chegou às rádios em 15 de dezembro. Do disco também foi retirado o single promocional "Shake Shake". Ao todo foram 10 mil cópias vendidas.

## Atrações do Z Festival 2014
Em 2014, o evento vai pela primeira vez para os palcos brasilienses e promete arrastar o público de diversas partes do Brasil para curtir o festival nas cidades de São Paulo e Brasília. O headliner do evento este ano é o jovem cantor Austin Mahone, de 18 anos, que lançou seu EP de estréia, “The Secret”, no último dia 27 de maio. A outra atração internacional, a banda Fifth Harmony, traz o sucesso das cinco integrantes que se conheceram em um reality show e lançaram, em outubro de 2013, o EP “Better Together”, alcançando a sexta posição no ranking da Billboard Top 200, logo na primeira semana. Fifth Harmony que lançou um single chamado "BO$$" no dia 7 de julho, é a promessa do festival. O lineup do festival terá ainda a presença do grupo Fly, que ficou conhecida pela canção ‘’Quero você’’, e do Mc Gui, um dos principais nomes do funk ostentação brasileiro.

### Austin Mahone
Austin Carter Mahone (San Antonio, 4 de abril de 1996) é um cantor e ator estadunidense que adquiriu notoriedade a partir dos vídeos virais postados no YouTube de suas apresentações e covers, vídeos estes que lhe concederam um contrato com a gravadora Chase/Universal Republic, em agosto de 2012.1 Os seus primeiros singles promocionais, "11:11" e "Say Somethin" foram lançados em 2012, e algum tempo depois lançou a canção "Say You're Just A Friend" com a participação de Flo Rida, e seu primeiro single "What About Love" que fez um enorme sucesso e no final de 2013, lançou a promocional "Banga Banga". Em 24 de janeiro de 2014, a canção "Mmm Yeah" com a participação de Pitbull foi lançada como primeiro single de seu segundo extended play The Secret.

### Fifth Harmony
É um girl group formado na segunda temporada do reality show estadunidense The X Factor. O grupo consiste nas seguintes integrantes: Ally Brooke Hernandez, Normani Kordei, Dinah Jane Hansen, Camila Cabello e Lauren Jauregui. Elas assinaram um contrato conjunto com a Syco Music, que pertence a Simon Cowell, e com a Epic Records, gravadora de L.A. Reid, após terminarem em terceiro lugar no programa. Desde então, elas lançaram vários EPs (Better Together, Better Together - acoustic, Juntos e Juntos - acoustic) e um álbum completo chamado Reflection que saiu em fevereiro de 2015 tendo como primeiro single Boss.

### Midnight Red
Midnight Red (anteriormente conhecido como FLYTE) é um boyband americana que assinou com a 2101 Records/Capitol Records. O grupo teve seu ato de abertura da turnê NKOTBSB em 2011. Seu primeiro single oficial, "Hell Yeah", recebeu airplay na Mix 94,9 do Minnesota KMXK FM e e foi lançado para o rádio na segunda metade de maio de 2012. O vídeo para o single foi gravado em abril de 2012 em Califórnia e foi dirigido por Declan Whitebloom, quem já trabalhou com artistas como Taylor Swift e One Direction. Hell Yeah foi lançado no iTunes em 19 de junho de 2012. Midnight Red lançou seu single Take Me Home em 16 de julho. O vídeo foi lançado em 19 de agosto de 2013. O single foi produzido por RedOne e gravado em Los Angeles, CA. "Take Me Home" também foi destaque em um comercial da Coca-Cola que passou nos cinemas em todo o país. Midnight Red assinou com a Capitol Records em junho de 2013 através de uma joint venture com 2101 Records. Eles lançaram seu álbum de estréia auto-intitulado EP em 10 de dezembro de 2013. Para promover seu single, Midnight Red executou uma série de shows durante as férias nos Estados Unidos, após uma turnê de sucesso nas rádios. Midnight Red esteve em turnê com Austin Mahone na MTV's Artist to Watch Tour. Esta turnê consistiu em shows em todo o leste dos Estados Unidos em 10 cidades e outros shows incluem Becky G e W3 The Future. Também em 2014, mas precisamente em Abril, a boyband esteve em turnê com The Wanted e possivelmente iniciará uma turnê sola mais para o fim do ano. Atualmente está gravando material para o álbum de estréia, esperado para ser lançado no final de 2014.

## Atrações do Z Festival 2018
Z Festival chega à sexta edição trazendo a nova turnê mundial de Camila Cabello ao país. O evento acontecerá em outubro em quatro cidades – São Paulo, Porto Alegre, Curitiba e Uberlândia – e terá em seus line-ups nomes como Anavitória, Iza, Rouge, 1Kilo, Vitor Kley, Zeeba, Cat Dealers, MC WM, Make U Sweat, Kvsh, Big Up, as DJs Thascya, Sabrina Bastos, Barbara Labres e Sr. Banana.
| Data  | Cidade       | Local                   | Line-up                                                                                     | Abertura dos portões | Horário de início | Capacidade |
| ----- | ------------ | ----------------------- | ------------------------------------------------------------------------------------------- | -------------------- | ----------------- | ---------- |
| 11/10 | Porto Alegre | Estádio Beira Rio       | Camila Cabello Anavitória, Iza, Vitor Kley, 1Kilo, Zeeba, MC WM e DJ Sabrina Bastos         | 13h30                | 15h30             | 19,040     |
| 13/10 | Uberlândia   | Estádio Sabiá           | Camila Cabello Anavitória, Iza, 1Kilo, Make U Sweat, MC WM, DJ Barbara Labres e DJ Thascya  | 13h30                | 15h15             | 17,900     |
| 14/10 | São Paulo    | Allianz Parque          | Camila Cabello Rouge, 1Kilo, Zeeba, Vitor Kley, Make U Sweat, Kvsh, MC WM e Big Up          | 12h00                | 13h15             | 18,300     |
| 16/10 | Curitiba     | Pedreira Paulo Leminski | Camila Cabello Anavitória, 1Kilo, Cat Dealers, Vitor Kley, Zeeba, Make U Sweat e Sr. Banana | 13h00                | 14h50             | 15,100     |

### Camila Cabello (Porto Alegre / Uberlândia / São Paulo / Curitiba)
Natural de Cuba, a cantora Camila Cabello, de 21 anos, é hoje um dos maiores ídolos jovens de todo o planeta. Em 2012, quando participava do programa The X Factor, foi selecionada para integrar o Fifth Harmony, primeiro grupo feminino a ultrapassar 1 bilhão de visualizações de um único clipe no YouTube e com o qual vendeu milhões de cópias. Em dezembro de 2016, Camila deixou o grupo, partindo para a carreira solo. Desde 2015, lançou quatro singles que entraram no top 20 da Billboard Hot 100: "I Know What You Did Last Summer", com Shawn Mendes, "Bad Things", com Machine Gun Kelly, “Never Be the Same” e “Havana”. Este último atingiu o primeiro lugar em vários países e foi uma das músicas mais tocadas no mundo em 2017, ano em que a cantora vendeu cerda de 10 milhões de singles, só nos EUA. Em janeiro deste ano, lançou seu primeiro álbum solo, intitulado “Camila”, que chegou à primeira posição nos charts dos EUA e foi top 10 em vários países das Américas, Europa e Oceania. Em 14 de fevereiro, anunciou sua primeira turnê internacional solo, a "Never Be the Same Tour", que chega ao país dentro do Z Festival. 

### Anavitória (Porto Alegre / Uberlândia / Curitiba)
Formado por Ana Clara Caetano Costa e Vitória Fernandes Falcão, Anavitória é um duo premiado com o Grammy Latino em 2017. Começou gravando e lançando vídeos na Internet, até atraírem, em 2014, a atenção do produtor e empresário Felipe Simas. Em 2015 lançaram seu primeiro EP, com produção de Tiago Iorc. O sucesso desse EP fez com que, um ano depois, lançassem seu primeiro álbum. Em 2017 ganharam seu primeiro disco de ouro. Com suas principais músicas integrando as trilhas sonoras de novelas, o duo tem emplacado vários hits entre os mais escutados nos principais serviços de streaming de música do país, sucessos como “Agora eu Quero Ir” e “Trevo (Tu)”.

### Iza (Porto Alegre / Uberlândia)
Cantora, compositora e instrumentista, a carioca Iza começou no mundo da música ainda adolescente, cantando em retiros e igrejas da região onde nasceu, o bairro carioca de Olaria. Inicialmente sem pretensões artísticas, ela se formou em publicidade, mas, convencida por amigos, criou um canal no YouTube onde postava covers de hits, começando, então, a atrair a atenção e criando uma base de fãs. Em 2016 foi contratada pela Warner e esse ano lançou seu primeiro álbum, o elogiado “Dona de Mim”. Considerada uma das novas divas do canto feminino nacional, ela já tem mais de 1,3 milhões de seguidores no Instagram e hits como “Pesadão”, parceria com o cantor Falcão, premiado com disco de platina triplo.

### Rouge (São Paulo)
O mais famoso girl group brasileiro, o Rouge é integrado por Aline Wirley, Fantine Thó, Karin Hils, Li Martins e Lu Andrade. O grupo foi formado em 2002 por meio do show de talentos Popstars e teve suas integrantes selecionadas entre 30 mil candidatas. O primeiro álbum de estúdio vendeu mais de dois milhões de cópias no Brasil, impulsionado pelas canções "Não Dá pra Resistir", "Beijo Molhado" e, principalmente, "Ragatanga", dando ao grupo a alcunha de "as Spice Girls brasileiras". Ao longo de quatro anos, tornou-se o grupo feminino mais bem sucedido do Brasil e da América Latina, com turnês esgotadas pelo país e diversos países da América Latina, Europa e África. Também foram estrelas de comerciais e programas de televisão, bem como os rostos de diversos produtos licenciados como álbuns de figurinhas, sandálias e bonecas. O grupo ainda lançou um álbum de remixes e dois álbuns de estúdio até se dissolver em 2006. No dia 12 de setembro de 2017, o grupo anunciou um show com a formação original, com ingressos rapidamente esgotaram. Em outubro, anunciaram o retorno definitivo.

### 1Kilo (Porto Alegre / Uberlândia / São Paulo / Curitiba)
1Kilo é um coletivo de rap e hip hop, cuja história começou há um ano e meio, quando Pablo Martins, DoisP, Dj Grego e Rasta Beats começaram, despretensiosamente, a gravar músicas juntos e colocar no YouTube. O sucesso foi tão grande que virou, rapidamente, o projeto 1KILO. As inspirações são muitas, já que cada integrante soma com uma influência: rock, música clássica, música orgânica, eletrônica, Rap, Funk, anos 70, samba… tem de tudo um pouco no som do 1KILO. Em julho de 2017 lançaram um feat com o cantor Lucas Lucco, “Só por Hoje”, que se transformou em um dos carros-chefes do coletivo. “Deixe-me Ir”, um dos maiores sucessos do grupo, chega hoje a mais de 245 milhões de visualizações no YouTube, canal onde já somam hoje 4,2 milhões de inscritos.

### Zeeba (Porto Alegre / São Paulo / Curitiba)
O cantor e compositor Marcos Lobo Zeballos, mais conhecido como Zeeba, nasceu nos EUA. Filho de pais brasileiros, ainda bebê, mudou-se para o Brasil, o que, segundo o próprio, o faz ser "mais brasileiro que americano". Zeeba é a voz brasileira mais ouvida no mundo. É conhecido pelos hits "Photographs" (que figurou no Top 10 em estações de rádio do Brasil) e por ser a voz de “Hear Me Now” (música de Bruno Martini e Alok que entrou na lista das 50 mais escutadas no mundo no Spotify e chegou ao primeiro lugar na lista das 50 mais tocadas no Brasil). Depois lançou "Never Let Me Go", "FoundU", "With Me", "Ocean" e compôs também a música "Sun Goes Down", com Bruno Martini e Isadora Moraes. É intérprete de todas suas músicas. Seu último lançamento é o single "Live In The Moment".

### Vitor Kley (Porto Alegre / São Paulo / Curitiba)
Natural de Porto Alegre, o cantor e compositor Vitor Kley é um dos principais nomes da nova geração musical no país. Depois de lançar um álbum independente em 2009, Vitor começou a conquistar fãs e atrair atenção para sua música. Apadrinhado por Armandinho, um dos principais nomes do reggae brasileiro, Vitor foi contratado pelo produtor Rick Bonadio, com quem lançou seu primeiro EP. Com cerca de 80 mil seguidores no Instagram, seus clipes têm mais de um milhão de visualizações no YouTube. Lançou, no final de 2017, o single “O Sol”, que desde então vem alcançando resultados significativos nos rankings das músicas mais tocadas do país. Em junho de 2018, Vitor lançou o single "Morena", junto com o produtor e compositor Bruno Martini.

### Cat Dealers (Curitiba)
Lugui e Pedrão são os jovens DJs e produtores musicais por trás do projeto Cat Dealers, que já figura no Top 100 dos maiores DJs do mundo da revista britânica DJ Mag. Um dos maiores e mais queridos nomes da cena eletrônica brasileira, sucesso tanto nas casas noturnas e festivais eletrônicos quanto na internet, o Cat Dealers soma mais de 100 milhões de streams em seu canal do YouTube, além de milhões de streams no Soundcloud, Spotify, Deezer e demais plataformas. Seu primeiro grande sucesso foi a faixa "Your Body", lançada em março de 2016. No início de 2017 lançaram "Gravity", com o duo Evokings e vocais do cantor Magga, que alcançou a posição #5 do Top 50 Virais Brasil, além da posição #28 no Top 50 Virais do Mundo. Já se apresentaram nas maiores casas noturnas do Brasil e em festivais como o Rock In Rio e Lollapalooza. Em 2017 fizeram shows em vários países, como México, África do Sul, China, entre outros. 

### MC WM (Porto Alegre / Uberlândia / São Paulo)
O produtor e cantor William Almeida Araújo tem 28 anos e é mais conhecido como MC WM. Ou ainda como DJ Will, O Cria, como assina a maioria das suas produções musicais. Um dos principais nomes do funk no país saídos de São Paulo, ele se destaca por sua voz rouca – o que no começo da carreira parecia um empecilho, acabou se transformando em seu diferencial. Seus sucessos, sempre diversificados, estão espalhados numa série de parcerias com os mais diferentes nomes do gênero - Jhowzinho e Kadinho (“Perigosamente”, “Pancadão“), Os Crentinos (“Qual bumbum mais bate”, “Estremece quando ela desce“), MC Leleto e MC Maromba (“Automaticamente”), Jerry Smith (“Opa Opa“), MC Lan, (“Grave faz Bum”, “Sua amiga eu vou pegar“) e o Youtuber Louco de Refri (“Novinha Taradinha“). Seus mais recentes sucessos são “Fuleragem” e “Favelado que te ama”. 

### Make U Sweat (Uberlândia / São Paulo / Curitiba)
Composto por Dudu Linhares, Guga Guizelini e Pedro Almeida, o power trio de DJs anima as pistas das principais casas noturnas e festas do país com sua performance e sets enérgicos. Após alguns anos se encontrando nas principais casas noturnas de São Paulo, surgiu a ideia de montarem um projeto e tocarem juntos. Em 2012, o power trio Make U Sweat faz sua primeira apresentação na “Festa Única”. A marca registrada do trio é a energia na pista e nos últimos anos já tocaram em eventos e festas como a RedBull F1 Brasil, a Festa da Playboy, o Reveillon Punta 2012, Set Club, Pink Elephant, Provocateur, além de serem residentes na Festa do Patrão e Festa do Polo, entre outros.

### Kvsh (São Paulo)
"KVSH" é um projeto do DJ e produtor mineiro Luciano Ferreira, um dos nomes de destaque na nova cena eletrônica nacional. Mesclando estilos como Brazilian Bass, house music, Nu-disco e Tropical House, ele tem criado um som com melodias marcantes e "basslines" pesadas. Em 2016 sua música "Potter", inspirada nas melodias dos filmes "Harry Potter" chegou ao top 1 no Spotify no chart das músicas mais virais no Brasil, México e Colômbia, além de ser tocada por diversos DJs nacionais e internacionais nos melhores clubes do Brasil e do mundo. No ano passado participou do Electric Zoo Brasil, além de importantes festivais internacionais como Hardwell e R3Hab.

### Big Up (São Paulo)
Big Up é uma banda de reggae paulista composta pelos músicos Gabriel Geraissati, Lucas Pierro e Ras Grilo. Foi formada em 2015 quando, além de começarem a tocar juntos, eles montaram o próprio Home Studio. Foi de lá que saiu seu primeiro EP, intitulado “Guia”. Lançado no começo de 2016, o EP conta com cinco faixas autorais, dentre elas o single "Xangô". Em 2017 a banda lançou seu segundo EP “Dos”. 

### DJ Thascya (Uberlândia)
Thascya é hoje um dos nomes mais requisitados da cena eletrônica no país. Já dividiu palco com grandes artistas como David Guetta, Beyonce, PitBull, Ne-Yo, Fatboy Slim, Bob Sinclar, Calvin Harris, Hardwell, Nervo, Markus Schulz, Kaskade, Tocadisco, entre outros. Também produtora, está na lista de TOP 9 remixes da Revista Americana Billboard com o remix de "Can't Stop The Felling" de Justin Timberlake, sendo a única DJ mulher e brasileira no ranking. Em 2014, lançou o primeiro remix oficial com a consagrada banda Jota Quest, e em 2016 lançou trabalho em parceria com Juan Solo, um dos grandes nomes da cena pop do México. 

### DJ Barbara Labres (Uberlândia)
Bárbara Labres é uma gaúcha de 24 anos, que até pouco tempo sonhava em ser jogadora de futebol. Cursou faculdade de Educação Física e seu interesse pelas pick-ups surgiu quando ganhou uma bolsa para um curso de DJ. Fez tanto sucesso na festa de formatura, que acabou convidada a se mudar para o Rio de Janeiro. No ano passado, recebeu um convite da Globo para participar do "The Voice Kids", onde tocou ao lado de Carlinhos Brown e ganhou a simpatia da emissora. Nessa copa, virou uma das atrações do programa "Central da Copa", apresentado por Tiago Leifert na Globo onde, além de tocar, ainda participa de brincadeiras e dá palpites nos jogos.

### DJ Sabrina Bastos (Porto Alegre)
Como DJ residente da Casa do Lado, transita entre diversos mundos de estilos, músicas e atrações que a nove anos a casa oferece ao público cativo da cidade baixa. Também conhecida na noite de São Paulo por tocar em alguns lugares da Capital. Responsável por inúmeras noites agitadas, em um mix de sentimentos e emoções promete trazer o melhor do funk, pop, eletropop e muito mais.

### Sr. Banana (Curitiba)
Sr. Banana, a revolucionária banda de reggaeton está mais viva do que nunca lançando seu novo single produzido pelo Dj Mister Jam da Jovem Pan. O Clip de Não Vá produzido pelos videomakers Raul Machado e Bene Moreira que fizeram recentes clips de Anita e Tropikilas já foi visto por mais de meio milhão de pessoas em poucos dias. A música Não vá lançada pela Sony Music já está entre as 10 músicas mais tocadas no sul do Brasil. O Novo single da banda, chamado Pura Confusão será lançado na República das Bananas com a participação da nova promessa da Universal Music, Francine “Lá Rubia” e do venezuelano agora residente em nosso país, Lá Barca. A revolucionária banda Sr Banana sempre esteve à frente de seu tempo, e continua unindo tecnologia e boas musicas que são eternas.